# I Kærlighedens Navn
I Kærlighedens Navn er en dansk dokumentarfilm fra 2013 med instruktion og manuskript af Jon Bang Carlsen.

## Handling
I Los Angeles' endeløse forstæder har middelklassen indrettet sin bekvemme tilværelse, hvor villavejene ligger i kvadratiske formationer, så langt øjet rækker. Alt ånder fred og ro, men kun tilsyneladende. For under den idylliske overflade lurer et familiedrama, der nogle gange ryger helt ud af kontrol. Med forældre, der allierer sig med firmaer, der har specialiseret sig i at hente uregerlige teenagere midt om natten i deres eget hjem og mod deres vilje bringe dem til særlige "boot camps" i mormon-staten Utah for at lære dem noget disciplin. Det er både velment og rystende brutalt, men måske ligger der også en skjult pointe i, at de hårdhændede bortførelser mest af alt ligner noget fra amerikanske actionfilm?